# Humber Super Snipe
La Super Snipe è un'autovettura costruita dalla Humber, del gruppo Rootes, dal 1938 al 1967. La berlina montava un motore a 6 cilindri. È stata prodotta in diverse serie, che sono elencate qui sotto.

## La Super Snipe prima della seconda Guerra mondiale
La Super Snipe fu introdotta nell'ottobre del 1938. Montava un motore a sei cilindri in linea da 4086 cm³ di cilindrata e valvole laterali, già installato sull'Humber Pullman. Dall'Humber Snipe, che invece montava un propulsore da 3 litri, derivò il telaio ed il corpo della vettura. Il risultato fu un'autovettura migliorata nelle performance; la Super Snipe raggiungeva infatti la ragguardevole velocità massima (per l'epoca) di 127 km/h.
La vettura fu studiata per essere adatta al ceto medio, ai professionisti e come auto di rappresentanza per organismi governativi. Essa infatti era stata commercializzata con un prezzo relativamente basso rispetto alle grandi dimensioni del modello e alle performance, ed era simile quindi alle auto americane, sia nell'aspetto e sia nella sua concezione.
Fu prodotta in versione 4 porte berlina, berlina sportiva e cabriolet.
Allo scoppio della seconda guerra mondiale la produzione fu convertita in vetture belliche. Durante il conflitto fu prodotta un'auto per l'esercito (la “Car, 4-seater, 4x2”) e un'autoblindo da ricognizione, la Humber Light Reconnaissance Car.

## Dalla Humber Super Snipe Mark I alla Mark IV
Nel 1946 la produzione della Super Snipe riprese. Furono prodotte diverse versioni, ognuna contraddistinta da un numero sintetizzato nella denominazione “Mark”. In genere con l'evoluzione della vettura ci fu un incremento delle dimensioni, della potenza, della modernità dei modelli. Lo sviluppo continuò fino alla fine della produzione delle serie “Mark”, nel 1957, con la versione Mark IVB.
Le Mark I, II e III montavano un motore a sei cilindri in linea da 4138 cm³ di cilindrata e valvole laterali. Per il propulsore della Mark IV fu modificato la posizione della valvole, che furono spostate in testa
Il modello fu lanciato anche sui mercati esteri. La Super Snipe ebbe un successo relativo in Australia, dove fu assemblata in loco mediante kits di montaggio (dal 1952 con la Mark IV). Dal 1956 fu disponibile anche una versione con cambio automatico.
La lunghezza era di 4572 mm per la Mark I, 4762 mm (Mark II), 4851 mm (Mark III) e 5004 mm (Mark IV). La larghezza era di 1753 mm per la Mark I, 1892 mm (Mark II e Mark III), e 1816 mm (Mark IV). Il passo era invece di 2985 mm (Mark I) ), 2985 (Mark II e Mark III) e 2940 (Mark IV)
La produzione fu di 3909 (Mark I), 8361 (Mark II), 8703 (Mark III) e 17993 (Mark IV)
Furono commercializzate, oltre alla berlina, anche una versione giardinetta ed una cabriolet.

### La Mark I
La “Mark I” fu essenzialmente una versione allargata della Humber Hawk. La linea era del tutto simile a quella di quest'ultima. Ci fu una Humber Snipe, che montava un motore da 2731 cm³ di cilindrata.

### La Mark II
La “Mark II” fu lanciata nel 1948 con una linea aggiornata; i fanali anteriori erano ora montati sui parafanghi. Furono installate anche sospensioni a ruote indipendenti con molle trasversali. Alcune cabriolet furono carrozzate da Tickford tra il 1949 ed il 1950. Le giardinette furono invece carrozzate dalla Humber.

### La Mark III
Fu lanciata nel 1950 ed era molto simile alla versione precedente. Una delle differenze era il montaggio di una barra Panhard sulle sospensioni posteriori.
Nel 1951 una Humber Super Snipe Mark III fu provata dal periodico “The Motor”. L'esemplare raggiunse la velocità massima di 131,3 km/h e accelerò da 0 e 97 km/h in 19,1 secondi. Il consumo di carburante era di 16 litri ogni 100 km. Il modello utilizzato nel test costava 1471 sterline incluse le tasse.

### La Mark IV
La “Mark IV” fu commercializzata nel 1952, ed era basata sulla Mark III del 1950 Era più lunga di 153 mm. Il nuovo motore era di 4138 cm³ e 113 bhp con valvole in testa, ed era basato sugli autocarri Commer. Dal 1955 la marcia di riposo fu fornita come optional, come il cambio automatico (1956).
Nel 1953 una Humber Super Snipe Mark IV fu provata dal periodico “The Motor”. L'esemplare raggiunse la velocità massima di 146 km/h e accelerò da 0 e 97 km/h in 14,7 secondi. Il consumo di carburante era di 18,2 litri ogni 100 km. Il modello utilizzato nel test costava 1481 sterline incluse le tasse.

## La nuova Super Snipe, dalla Serie I alla V
La nuova serie della Humber Super Snipe fu lanciata sui mercati nell'ottobre del 1958. Le cinque serie che sono succedute sono identificate con un numero.
La nuova vettura aveva un telaio unificato ed un motore motore a sei cilindri in linea da 2655 cm³ di cilindrata e valvole in testa. Dalla Serie II la cilindrata fu incrementata a 2965 cm³. Il corpo della vettura derivava invece dalla Humber Hawk. Il cambio era manuale a tre velocità, con marcia di riposo e con cambio automatico disponibili come optional.
La produzione fu di 6072 (Serie I), 7175 (Serie II), 7257 (Serie III), 6495 (Serie IV) e 3032 (Serie V).
La lunghezza era di 4699 mm per la Serie I e II, 4775 mm per la serie III, IV e V. La larghezza era di 1765 mm per tutte le serie. Anche il passo e l'altezza erano comune a tutte le serie, più precisamente 2794 mm e 1575 mm.
Furono prodotti modelli berlina e limousine.
Questo nuovo modello fu più piccolo della serie precedente, ma più spaziosa nell'abitacolo. Le performance furono migliorate e la vettura era simile a modelli analoghi commercializzati nella metà degli anni cinquanta negli Stati Uniti d'America dalla General Motors. La produzione cessò nel luglio del 1967 con la serie VA, quando la Rootes, proprietaria della Humber, fu acquisita dalla Chrysler.

### La Serie II
Per la Serie II, lanciata nel 1959. fu ingrandito il motore, che fu portato a 2965 cm³. Il propulsore era basato su quelli progettati da Armstrong Siddeley, ed aveva sei cilindri in linea.
L'impianto frenante era formato da freni a disco “Girling” per l'avantreno, e freni a tamburo per il retrotreno.
Nel 1960 una Humber Super Snipe Serie II, con marcia di riposo e servosterzo, fu provata dal periodico “The Motor”. L'esemplare raggiunse la velocità massima di 152,4 km/h e accelerò da 0 e 97 km/h in 16,5 secondi. Il consumo di carburante era di 11,5 litri ogni 100 km. Il modello utilizzato nel test costava 1601 sterline incluse le tasse.

### La Serie III

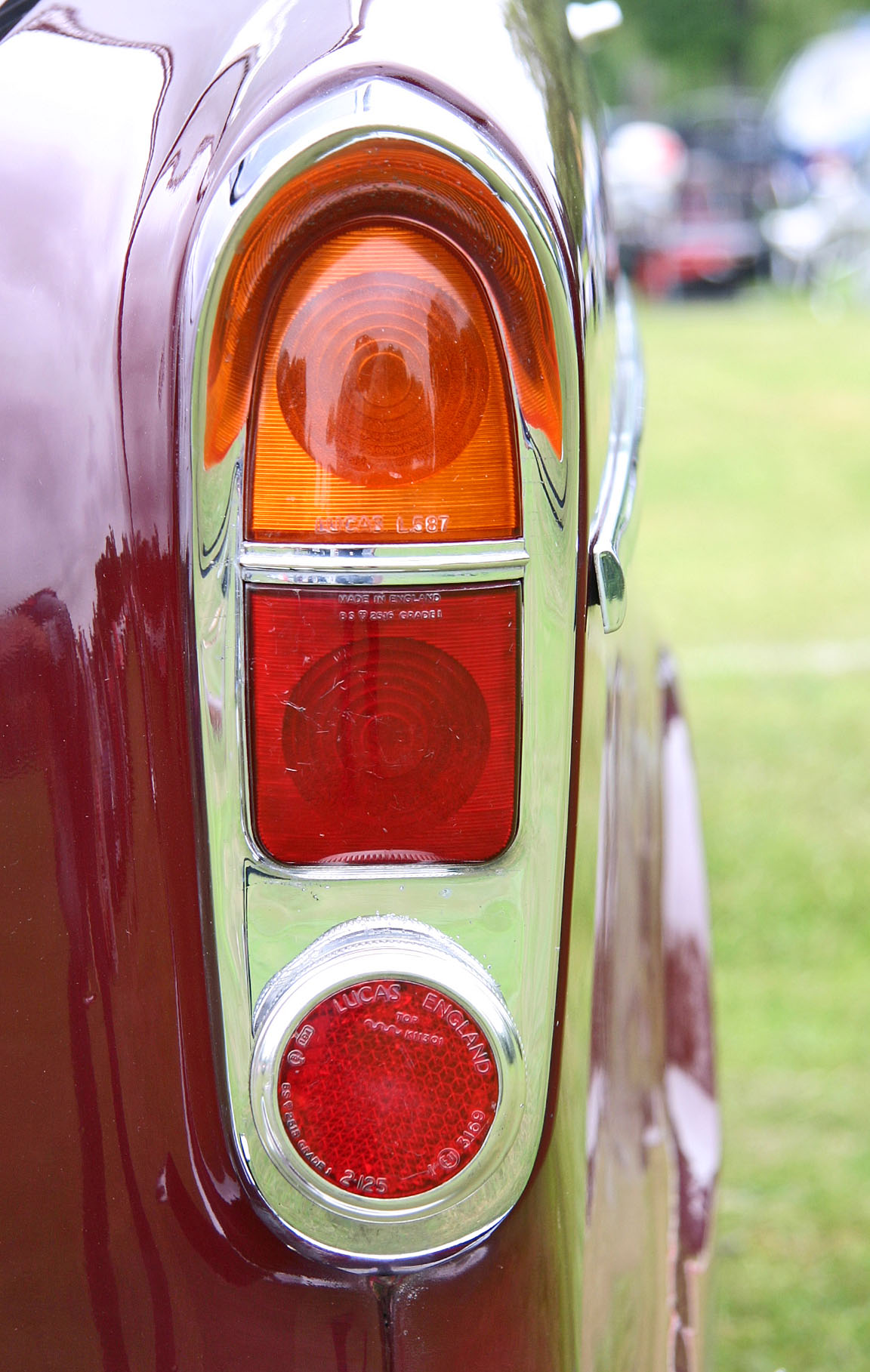
Una Humber Super Snipe Serie III

La Serie III fu commercializzata nel 1960. Rispetto alla versione precedente era più spaziosa e si distingueva anche per i quattro fanali anteriori.

### La Serie IV
Lanciata nel 1962 aveva motore potenziato a 124,5 bhp dai precedenti 121.

### La Serie V

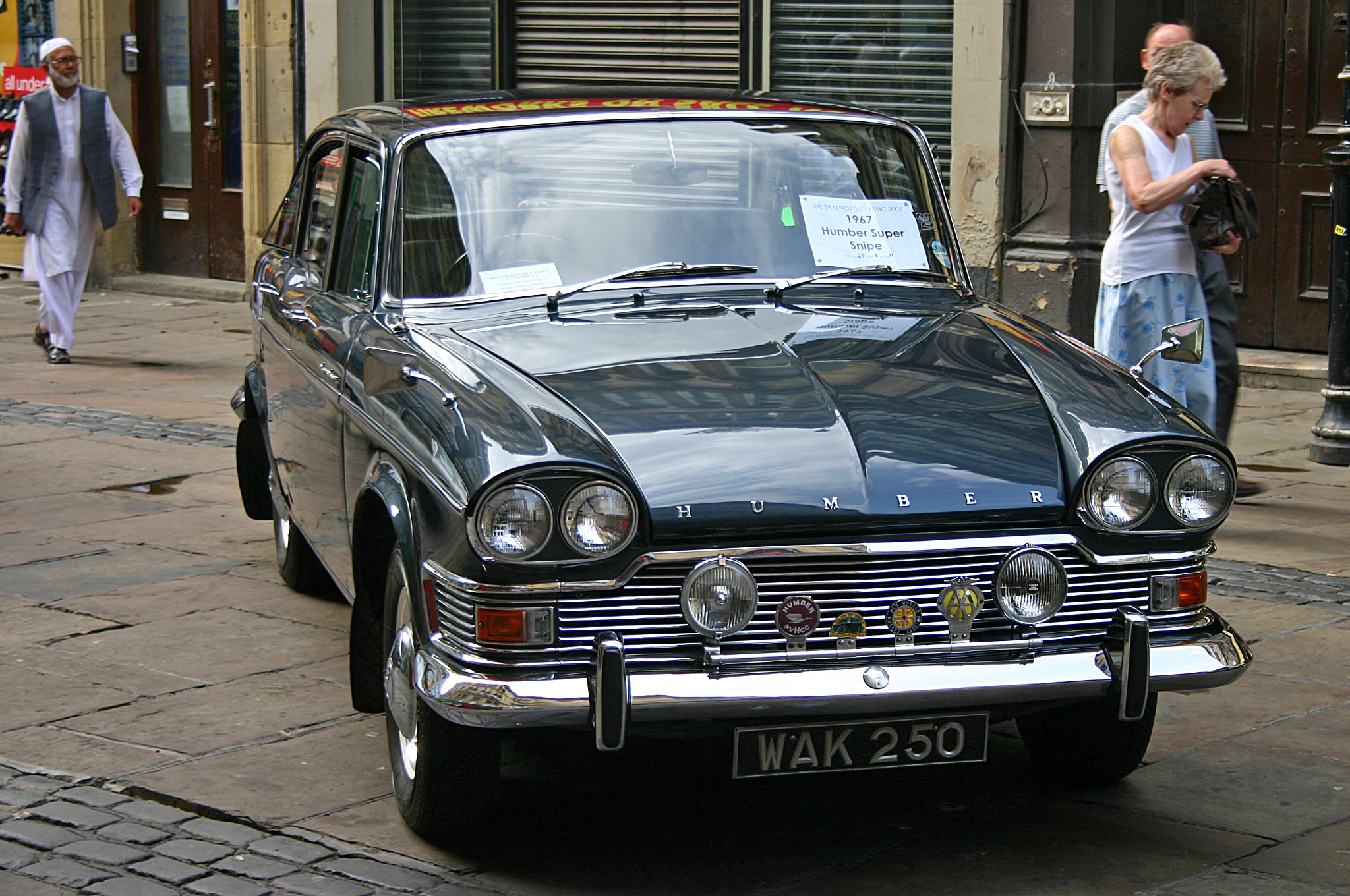
Una Humber Super Snipe Serie V

La serie finale della Humber Super Snipe montava due carburatori (spesso Zenith) che incrementarono la potenza a 128,5 bhp, con cambio sincronizzato su tutti i rapporti (la versione precedente lo aveva solo sulle due marce superiori). Il servosterzo era offerto come optional.